# Agnara madagascariensis
Agnara madagascariensis là một loài chân đều trong họ Agnaridae. Loài này được Budde-Lund miêu tả khoa học năm 1885.